# Krouna (železniční zastávka)
Krouna je železniční zastávka (dříve zastávka a nákladiště) ve východní části obce Krouna. Leží v km 40,717 železniční trati Svitavy – Žďárec u Skutče mezi stanicemi Čachnov a Skuteč. Zastávka je v provozu od 16. října 1897, tedy od zprovoznění tratě v úseku Polička – Žďárec u Skutče.

## Popis zastávky
Zastávka ležící na jednokolejné trati je vybavena jednostranným vnějším nástupištěm o délce 40 m a s nástupní hranou ve výšce 550 mm nad temenem kolejnice. V roce 2017 byla zbourána chátrající původní budova zastávky, která byla nahrazena přístřeškem.